# Idaea inornaria
Idaea inornaria är en fjärilsart som beskrevs av Doubleday 1849. Idaea inornaria ingår i släktet Idaea och familjen mätare. Inga underarter finns listade i Catalogue of Life.